# Gottfried Annuß
Gottfried Julius Karl Annuß, auch Annus (* 9. März 1912 in Sebnitz, Königreich Sachsen; † 27. Oktober 1985 in Überlingen, Baden-Württemberg) war ein deutscher Offizier und zuletzt Brigadegeneral des Heeres der Bundeswehr, der unter anderem zwischen 1960 und 1962 Kommandeur der Panzergrenadierbrigade 11 in Bogen war.

## Leben
Annuß trat am 1. April 1930 in das Heer der Reichswehr ein, diente bis 31. Juli 1931, ab 1. Juli 1931 als Gefreiter im 12. Infanterie-Regiment in Halberstadt. Anschließend war er bis Ende Oktober des gleichen Jahres im 7./Infanterie-Regiment 12. Er besuchte den 1. Lehrgang an der Infanterieschule in Dresden, kam zurück in das 12. Infanterie-Regiment, um dann vom 5. Oktober 1932 bis 10. Juni 1933 den 2. Lehrgang an der Infanterieschule Dresden zu absolvieren. Vom 1. Oktober 1934 bis 14. Oktober 1935 war er Bataillonsnachrichtenoffizier im 12. Infanterie-Regiment. Am 1. Oktober 1935 war er in der Position zum Oberleutnant befördert worden. Anschließend kam er als Adjutant zur I./Infanterie-Regiment 33 nach Dessau. Hier blieb er bis 18. April 1937, um dann wieder als Nachrichtenoffizier nun im Infanterie-Regiment 23 eingesetzt zu werden. Während dieser Zeit besuchte er einen Nachrichtenlehrgang an der Heeresnachrichtenschule in Halle. Vom 15. Juli 1938 bis 15. November 1939 war er Adjutant im Infanterie-Regiment 23. Ende März 1939 legte er die Kriegsakademieprüfung im Wehrkreiskommando I ab. Als Chef der 6. Kompanie des  Infanterie-Regiments 23 wurde er vom 16. November 1939 bis 26. Februar 1940 eingesetzt. Er kam dann bis 13. Oktober 1940 als Erster Ordonnanzoffizier (O1) zur 11. Infanterie-Division. Kurz beim Waffenkommando des Artillerie-Regiments 11 und des Panzer-Regiments 10 und dem Besuch des 3. Generalstabslehrgangs an der Kriegsakademie Berlin, erfolgte sein erneuter Einsatz als O1, nun beim Armeeoberkommando 11. Nach der Generalstabsausbildung war er während des Zweiten Weltkrieges nach seiner Beförderung zum Oberstleutnant 1. Juli 1943 zuletzt in der 114. Jäger-Division und wurde unter anderem mit dem Deutschen Kreuz in Silber ausgezeichnet. Nach US-amerikanischer Kriegsgefangenschaft absolvierte er ein Studium im Fach Tiefbau an einer Ingenieurschule und war als Tiefbauingenieur tätig.
Nach verschiedenen Tätigkeiten in der Nachkriegszeit wurde Annuß am 16. Januar 1956 in das Heer der Bundeswehr übernommen. Am 24. August 1956 wurde er zum Oberst befördert. Als Nachfolger von Oberst Heinz-Joachim Müller-Lankow wurde er 1960 Kommandeur der Panzergrenadierbrigade 11 in der Graf-Aswin-Kaserne in Bogen und verblieb auf diesem Posten bis Februar 1962, woraufhin Brigadegeneral Johannes Härtel ihn ablöste. Als Oberst im Generalstab war er stellvertretender Befehlshaber des Wehrbereichskommandos I (WBK I) in Kiel. In der Kabinettssitzung der Bundesregierung vom 16. Juni 1965 wurde seiner Beförderung zum Brigadegeneral zugestimmt. Seine Beförderung erfolgte am 30. Juni 1965 mit Wirkung vom 1. Mai 1965. Er war vom 1. Mai 1965 bis 31. März 1970 stellvertretender Befehlshaber und Chef des Stabes des Wehrbereichskommandos IV (WBK IV) in München.
Am 31. März 1970 trat Brigadegeneral Annuß in den Ruhestand.